# Eikentopgalwesp
De eikentopgalwesp (Andricus corruptrix) is een vliesvleugelig insect uit de familie van de echte galwespen (Cynipidae). De wetenschappelijke naam van de soort is voor het eerst geldig gepubliceerd in 1870 door Schlechtendal.